# Jean Antone
Jean Antone (Laurel (Mississippi), 17 de julho de 1943) foi uma ex-lutadora profissional americana. Depois de estrear em 1961, ela trabalhou uma série de partidas de tag team misto com o parceiro Terry Funk. No início de 1970, ela foi para o Japão para trabalhar em All Japan Women's Pro-Wrestling. Enquanto parte da empresa, ela realizou o Campeonato Mundial de WWWA uma vez e o Campeonato Mundial Tag Team de WWWA duas vezes com parceiro Sandy Parker. De volta aos Estados Unidos, ela lutou no jogo das primeiras mulheres de Oregon em mais de 50 anos em 1975.